# ألفافولد
ألفافولد (بالإنجليزية: AlphaFold) هو برنامج ذكاء اصطناعي مطور من شركة ديب مايند بهدف توقّع بنية البروتينات؛ وهو مصمم على هيئة نظام قادر على إنجاز التعلّم المتعمّق.
نشرت النسخة الأولى من هذا البرنامج سنة 2018، وحل في المرتبة الأولى ضمن برامج التقدير التوقعي لبنية البروتين (CASP)؛ أما النسخة الثانية منه فنشرت أواخر سنة 2020. كانت نتائج النسخة الثانية من البرنامج ذات وقع في المجتمع العلمي؛ وهي متاحة مع برمجيات حرة المصدر للبحث ضمن قواعد بيانات عن المجموع البروتيني (بروتيوم) للأنواع والكائنات الحية.